# Dynamic Transfer Mode
Dynamic synchronous Transfer Mode (DTM) är en nätverksteknik, standardiserad av ETSI. Den är uppbyggd för att leverera en garanterad Quality of Service för nätverkstjänster med höga krav på oavbrutna dataströmmar exempelvis videoströmmar. Tekniken har fått störst fäste inom den professionella medieindustrin där produktionsbolag och distributionsbolag använder tekniken för överföring av mobil-TV, DTT (Digital Terrestrial Television) och Telepresence. Ett vanligt uttryck för nättekniken är "Triple Play"-nätverk, att flera tjänster kan användas samtidigt och tilldelas det kapacitetsbehov som respektive tjänst behöver.
Det är en kombinerad switchning och transportteknologi för i första hand optiska fibernät, i syfte att ge Quality of Service eller ett bandbreddsprioriteringslager mellan transmissionslagret och högre IP/Servicelager.